# Alchemilla kosiarensis
Alchemilla kosiarensis är en rosväxtart som beskrevs av A. Plocek. Alchemilla kosiarensis ingår i släktet daggkåpor, och familjen rosväxter. Inga underarter finns listade i Catalogue of Life.